# أزمة البنوك الثانوية 1973-1975
كانت أزمة البنوك الثانوية في 1973-1975 بمثابة انهيار دراماتيكي في أسعار العقارات البريطانية التي تسببت في تهديد العشرات من بنوك الإقراض الصغيرة («الثانوية») بالإفلاس.

## الأزمة
كانت البنوك الثانوية، مثل المؤسسات الكبرى، تقرض بشكل كبير على أساس أسعار المساكن المرتفعة سابقًا في أواخر الستينيات وأوائل السبعينيات، وتقترض بشكل مفرط فيما يتعلق بالأصول المضمونة. أدى التراجع المفاجئ في أسعار المساكن والزيادات في أسعار الفائدة قبل أزمة النفط في تشرين الثاني (نوفمبر) 1973 إلى ترك المؤسسات الأصغر تحمل العديد من القروض المضمونة بممتلكات بقيمة أقل من القروض. أجرى بنك إنجلترا، بقيادة جاسبر هولوم،  مفاوضات أسفرت عن عمليات إنقاذ لحوالي 30 من البنوك الأصغر وتدخل لمساعدة حوالي 30 بنكًا آخر. بينما تركت جميع البنوك قادرة على الدفع للمودعين، فقد بنك إنجلترا ما يقدر بنحو 100 مليون جنيه إسترليني. تفاقم الانكماش بسبب انهيار سوق الأسهم العالمية في الفترة 1973-1974، والذي ضرب المملكة المتحدة بينما كانت بالفعل في خضم انهيار أسعار المساكن.

## التعافي
في 19 ديسمبر 1974، انتهى تجميد الإيجار من قبل حكومة إدوارد هيث الذي استمر منذ عام 1971، وأطلق بنك إنجلترا، الذي فرض قيودًا شديدة على توفير الائتمان للإسكان في عام 1971، المزيد من الأموال. بينما تعافت أسعار المساكن والإقراض في عام 1975، استمر التضخم في الارتفاع، مما أدى إلى مشاكل اقتصادية وعمالية وسياسية أكبر لبريطانيا.
تمت زيادة السلطات التنظيمية لبنك إنجلترا على المقرضين في قانون البنوك لعام 1979 لمحاولة منع تكرار الأزمة.

## الأسباب
تظل الأسباب مصدر نقاش. يلقي البعض باللوم على التنظيم المتساهل للمقرضين والضغوط التضخمية المدفوعة بالسياسات («انفجار باربر»، الذي سمي على اسم وزير الخزانة أنتوني باربر)، والذي فشل في تحقيق هدفه المتمثل في خفض معدل البطالة المرتفع. تم وضع تشديد مفاجئ للائتمان (تم رفع أسعار الفائدة إلى 13٪ في أكتوبر 1973) من قبل بنك إنجلترا.
ويلقي آخرون باللوم على إصلاح حكومة هيث لارتفاع أسعار الإيجار في عام 1971. الدراسة الوحيدة للأزمة التي أجراها ريد (1982) تلقي باللوم على كل هذه العوامل ولكن أيضًا فقاعة أسعار المساكن التي شهدت زيادة بنسبة 50 ٪ في أسعار العقارات في لندن خلال عام 1971 وعدم اليقين المالي الناجم عن نهاية اتفاقية بريتون وودز والانتخابات غير الحاسمة في فبراير 1974. تميزت هذه الفترة أيضًا بسلسلة من الأزمات، بما في ذلك عدم اليقين السياسي لحكومة الصحة، وموجات من إضرابات القطاع العام والصناعية ونقص النفط التي أدت إلى أسبوع عمل مدته ثلاثة أيام من قبل الحكومة. ومع ذلك، تلقي ريد باللوم أيضًا على ثقافة السوق الكاملة للمؤسسات المصرفية في لندن منذ أواخر الستينيات، والتي تعتبرها تجعل المضاربة في السوق (والانهيارات اللاحقة) أمرًا لا مفر منه.